# До Адама
«До Адама» (англ. Before Adam) — повесть американского писателя Джека Лондона. Впервые опубликована в журнале Everybody's Magazine в течение 1906—1907 годов. Сюжет повести основан на существовавшем в то время представлении об эволюции человека. Альтер эго главного героя — подросток племени пещерных обезьянолюдей (питекантропов). В произведении также присутствуют более развитое племя Людей Огня (неандертальцев), использующих луки и стрелы, а также менее развитое племя древесных людей — Лесная Орда.

## Сюжет
Рассказ ведётся от лица человека начала XX века, который с детства испытывал раздвоение личности: каждую ночь ему снились яркие сны, в которых он был далёким предком человека, жившем сотни тысяч лет назад. Эти реалистичные видения пугали главного героя, и только повзрослев и получив образование, он смог реконструировать жизнь своего альтер эго на основе обрывков снов.
Это первобытное существо, условно названное рассказчиком Большим Зубом — уже не обезьяна, но ещё и не человек, поскольку не обладает развитой речью, по современным понятиям — питекантроп. Как и многие другие члены племени, сначала он жил с матерью в лесу, в гнезде на ветвях дерева. Он рано потерял отца, а когда у его матери появился новый сожитель Болтливый, не поладил с ним и был вынужден жить отдельно. Так он набрёл на другую часть племени, обитавшую в пещерах на берегу реки. Там он подружился со своим ровесником Вислоухим, с которым они стали жить в одной пещере и вместе искать пропитание. 
Однажды издеваясь над заблудившимся стариком два друга едва не стали жертвой Лесной Орды, племени более отсталых обезьяноподобных существ. В племени жил Красный Глаз — «само воплощение атавизма» — терроризировавший обезьянолюдей и отнимавший у них самок. Но наибольший страх племя Большого Зуба испытывало перед Людьми Огня, более высокоразвитыми существами, обладавшими речью, владевшими оружием (луки и стрелы), а также способными добывать огонь. 
Племя Большого Зуба не использовало никаких инструментов для охоты, лишь случайно им пришло в голову носить воду с реки в скорлупках от тыквы. Также случайно Большой Зуб и Вислоухий обнаружили, что на бревне (а ещё лучше на двух параллельных брёвнах) они могут переплыть через реку. Оказавшись на другом берегу реки, два друга не сразу смогли вернуться и несколько лет скитались вдали от племени. Вскоре после их возвращения настали последние дни существования племени: Люди Огня, которым стала тесна их прежняя стоянка, напали на племя и почти полностью уничтожили его, выкурив из пещер дымом и расстреляв стрелами. Красный Глаз после гибели своей самки и сына, спрыгнул в гущу людей Огня и убив нескольких смог прорваться с боем. 
Оставшиеся члены племени, в том числе Большой Зуб со своей женой Быстроногой (возможно, происходящей из Людей Огня), оказались прижаты к обширной стране болот, которые до сих пор никто не пересекал, но им пришлось её пройти. Племя нашло себе пещеры на берегу моря, но место было негостеприимным, сырым и ветреным, пища из морской живности была непривычной, все болели, появившиеся дети быстро умирали. Однажды к берегу на челноке приплыли люди огня и Быстроногая в страхе увела Большого Зуба и сына в другое, гораздо более гостеприимное место, где Большой зуб очевидно и провёл остаток жизни. Однажды блуждая по лесу он встретил Красного Глаза, ставшего своим в Лесной Орде.